# 高佛雷·雷吉奥
高佛雷·雷吉奥（英语：Godfrey Reggio，1940年3月29日—），是美国实验紀錄片导演。

## 生平
高佛雷·雷吉奥出生于路易斯安那州新奥尔良的一个古老而杰出的家庭。从14岁起，雷吉奥为了成为基督教兄弟会的修道士，在接下来的14年里一直在禁食，沉默和祈祷中度过。在此期间，雷吉奥与人共同创立了人民诊所，该设施为新墨西哥州圣达菲的12,000名社区成员提供医疗服务，并在新墨西哥州北部的巴里奥斯创立了社区组织项目“人民”。在1963年，他与人共同创立了青年公民行动组织，这是一个社区组织项目，旨在帮助圣达菲街头帮派中的青少年。他于1972年与他人共同创立了圣达菲区域教育研究所，这是一个致力于媒体发展，艺术，社区组织和研究的非营利性基金会。
雷吉奥在美国参与了许多进步的政治事业，包括为美國公民自由聯盟工作，联合组织了一场关于侵犯隐私和使用技术控制行为的多媒体公益运动。他居住在新墨西哥州的圣达菲，主要拍摄电影，探讨消费主义和原教旨主义对世界的负面影响。

## 导演生涯
雷吉奥以他的生活三部曲而闻名，其中包括电影《失衡生活》（1982），《变形生活》（1988）和《战争生活》（2002）。这三部电影的配乐都是由菲利普·格拉斯创作的。
1995年，他执导了短片《证据》，这是与格拉斯的另一项合作。他还导演了由世界自然基金会资助的纪录片阿尼玛·蒙迪，以促进其多样性计划。
雷吉奥的最新电影是《拜访者》，于2013年多伦多国际电影节首映。菲利普·格拉斯依然担任电影的配乐，乔恩·凯恩担任视觉设计师。
2014年，雷吉奥被纽约市艺术与设计博物馆认可，其职业生涯回顾展名为“科技与生命：高佛雷·雷吉奥的电影”。